# Ezeizský masakr

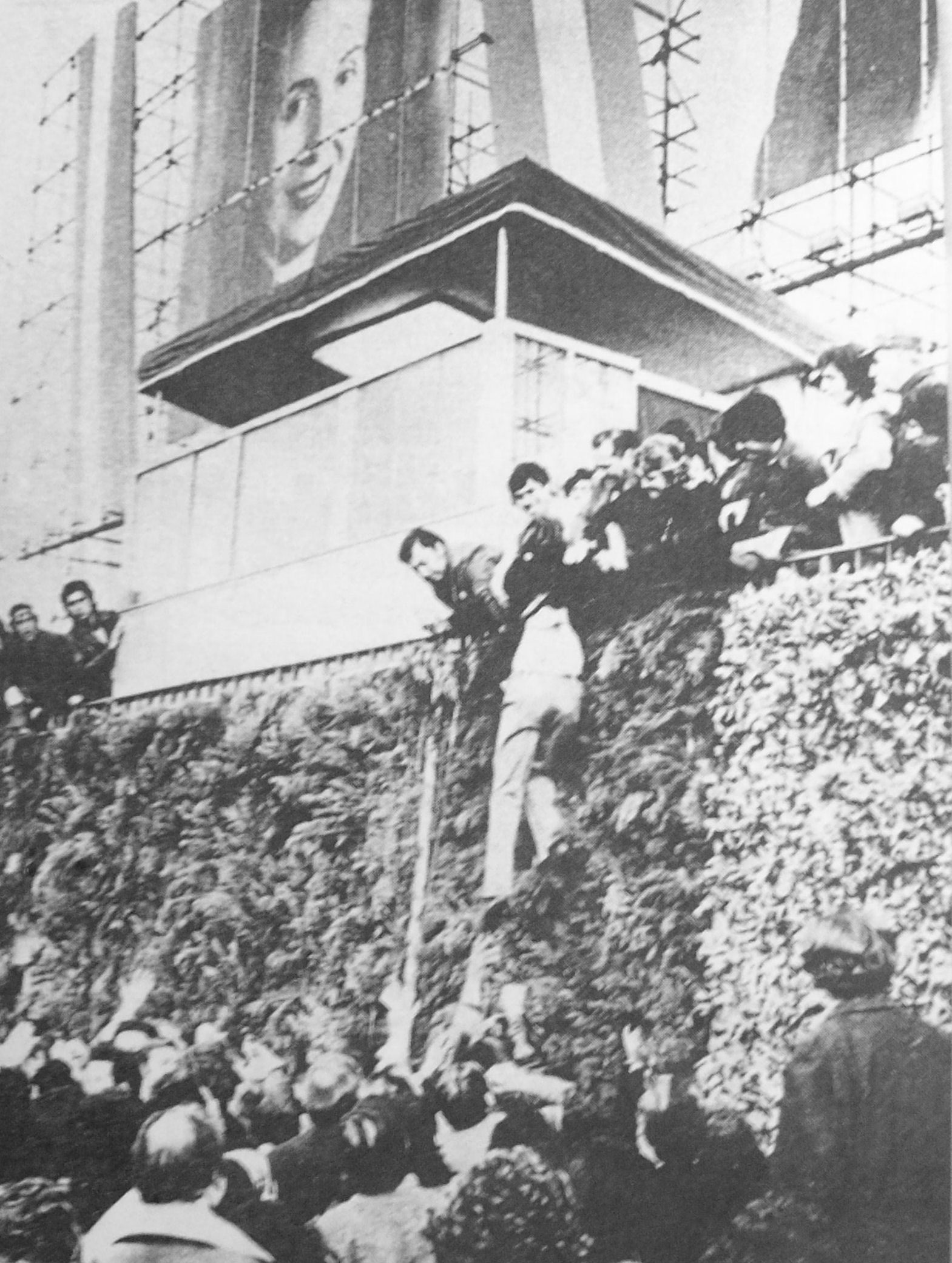
Ezeizský masakr

Ezeizský masakr proběhl v Argentině dne 20. června 1973. Jeho cílem byli levicoví perónisté vedení tehdejším prezidentem Héctorem Cámporem, kteří se shromáždili na letišti Ezeiza, aby přivítali Juana Peróna po návratu ze španělského exilu. Odstřelovači z řad pravicových perónistů skrytých v davu postříleli minimálně 13 osob a dalších nejméně 365 zranili, přesná čísla nejsou známa. Tento incident prohloubil dlouhodobé neshody mezi pravicovým a levicovým křídlem perónismu a stal se důvodem pro přerušení jejich spolupráce.